# Umundurowanie polskiej Policji

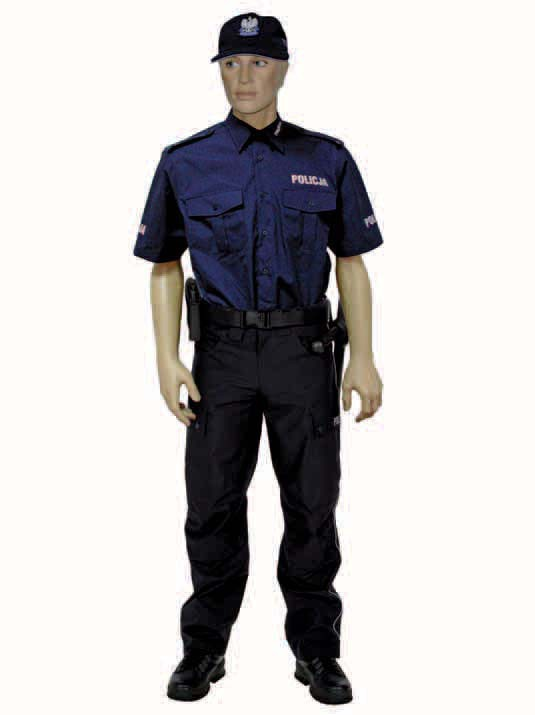
Mundur służbowy letni polskiej Policji

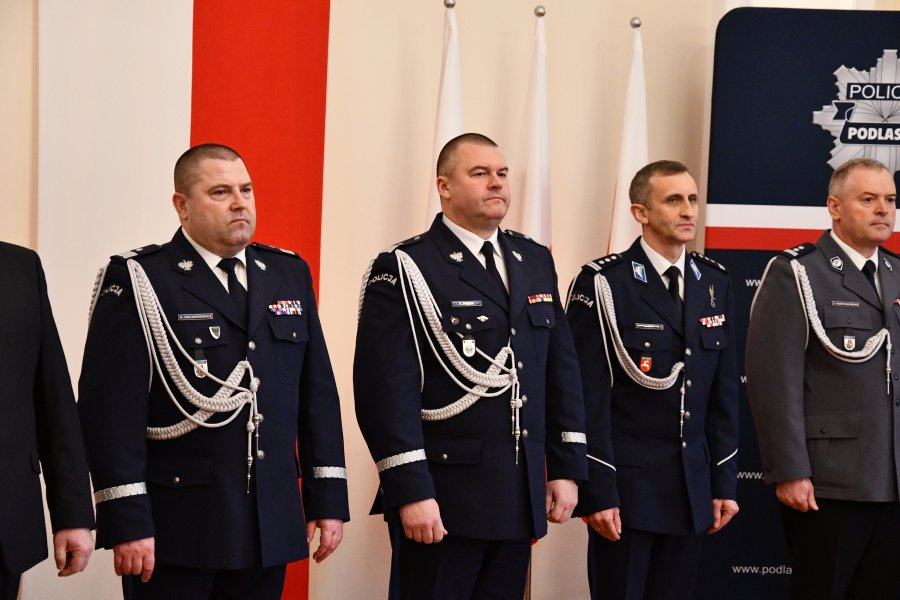
Policjanci w mundurach galowych nowego (L) i starego typu (P)

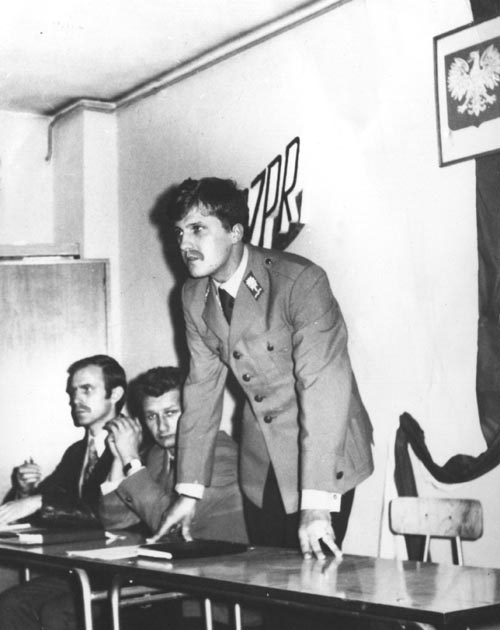
Milicjant w mundurze sprzed 1989

Umundurowanie polskiej Policji – mundury przeznaczone dla funkcjonariuszy polskiej Policji oraz wcześniejszych polskich formacji policyjnych.
Mundur funkcjonuje jako:
- nośnik kompetencji
- odzież ochronna.

W Polsce po II wojnie światowej wielokrotnie projektowany i zmieniany. Mundur milicyjny galowy z lat 80. XX z nieznaczącymi modyfikacjami obowiązuje do dziś (11.03.2019), choć w 1992 r. były próby jego zastąpienia. Środki budżetowe miały pochodzić z obniżenia uposażeń emerytalnych funkcjonariuszy UB i SB, stosowną ustawę zawetował jednak prezydent RP Lech Wałęsa. 
W latach 2018–2021 następuje stopniowa wymiana mundurów ćwiczebnych policji. Kolor czarny munduru zostaje zastąpiony granatowym: nawiązanie do Policji Państwowej w II RP oraz standardowego koloru munduru policji stosowanego w większości krajów świata. Czapka z daszkiem (tzw. bejsbolówka) wprowadzona do umundurowania w latach 90. XX wieku, zostaje zastąpiona furażerką.

## Kwestie prawne w Polsce
Ustawa z dnia 6 kwietnia 1990 r. o Policji określa policję jako formację umundurowaną i uzbrojoną (art. 1). Zgodnie z art. 60 tej ustawy policjant w czasie służby jest obowiązany do noszenia przepisowego munduru (przypadki, kiedy policjant w czasie służby nie musi nosić munduru określa Komendant Główny Policji).
Opis i kolorystykę polskiego munduru policyjnego, zasady i sposób noszenia umundurowania oraz wzory ubiorów zawiera rozporządzenie z dnia 20 maja 2009 r. w sprawie umundurowania policjantów. Określa ono, że umundurowanie policyjne dzieli się na ubiór: służbowy, wyjściowy, galowy i ćwiczebny.
Mundur policyjny w Polsce jest chroniony prawnie na podstawie ustawy z dnia 21 grudnia 1978 r. o odznakach i mundurach. Według tej ustawy (art. 10): „Mundurem jest ubiór lub jego części służące oznaczeniu przynależności do określonej jednostki organizacyjnej lub wykonywania określonych funkcji albo służby”. W Polsce co do zasady zabronione jest noszenie munduru policyjnego przez osoby niebędące policjantami.
Mundur policyjny w Polsce mogą nosić osoby, które nie są policjantami wyłącznie w dwóch przypadkach:
- gdy biorą udział w występach orkiestr policyjnych lub chórów policyjnych − w czasie ich występów
- osoby, które występują w filmach i innych przedsięwzięciach artystycznych – w czasie ich realizacji[7].